# Château Bellegarde
Le château Bellegarde se situe sur la commune de Rion-des-Landes, dans le département français des Landes. Il accueille de nos jours les services de la mairie.

## Histoire
En 1838 le château Beauregard est bâti par Jacques Maque (1791-1854), patron d'un atelier de résine, il est la plus importante fortune imposable de la ville en 1826 et est le maire de la commune de 1833 à 1838. Il fait don de la bâtisse en 1854 à sa fille Madeleine Dufourg (1836-1910), lors de son mariage avec Bernard Victor Poisson (1828-1875),.
Le fils aîné du couple, Jacques Bernard Albert Poisson, fait ajouter la tour latérale (entre 1907 et 1928). Au décès de ce dernier en 1931, laissant de nombreuses dettes, ses biens sont vendus aux enchères lors d'un vente à la bougie à l'audience du tribunal de Saint-Sever,.
Le château Beauregard est ainsi acquis par la commune, sous le mandat du docteur Bellegarde dans l'intention d'y installer la mairie, c'est là qu'il prend le nom de château Bellegarde .
Mais le château, au gré des évènements historiques, accueille tour à tour des Républicains réfugiés de la guerre d'Espagne, des déplacés d'Alsace notamment de Blotzheim en septembre 1939. En 1940 le château devient le siège de l'ortskommandantur (une des huit structures de commandement dans les landes). Autour de lui sont construits des baraquements : une baraque de type écurie de dimension 46 x 17 et deux baraques de type cuisine de dimension 6 x 5.5 et 6 x 3.5,.
Après la guerre, le château accueille deux familles rionnaises pendant quelques années.
Le maire Arthur Darlanne (mandat 1945-1971), émit l'idée d'y installer les services de la mairie au rez-de-chaussée et d'aménager l'étage en salle de spectacle. Mais il est décidé d'y installer en 1950 une école ménagère puis un collège (classe de 6eme et 5eme) de 1962 à 1977.
Ensuite le château abrite successivement un centre de loisirs, une bibliothèque et un espace ouvert aux associations.
L'hôtel de ville est déplacé une première fois en 1990 dans l'ancien office notarial qui deviendra en 1997 la crèche actuelle. C'est finalement en juillet 1997 que l'hôtel de ville est déplacé au château Bellegarde sous le premier mandat de Joël Goyheneix,.

## Galerie

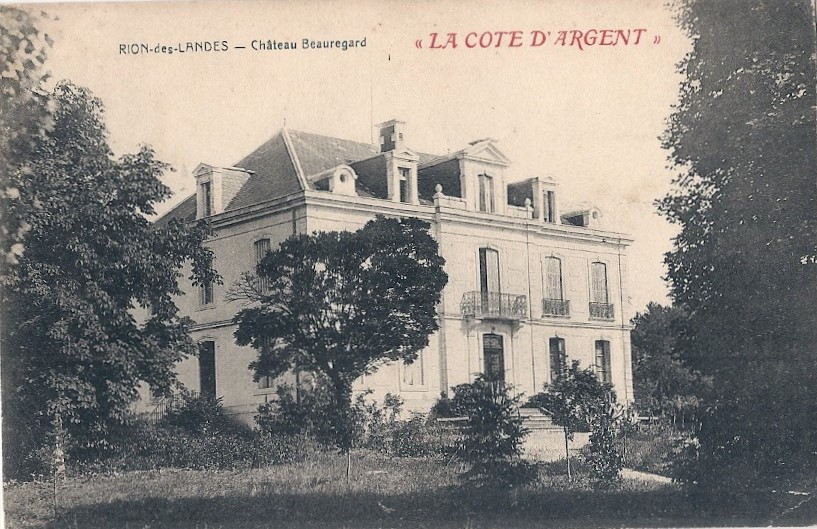
Carte postale, le château nommé "Beauregard" en 1907
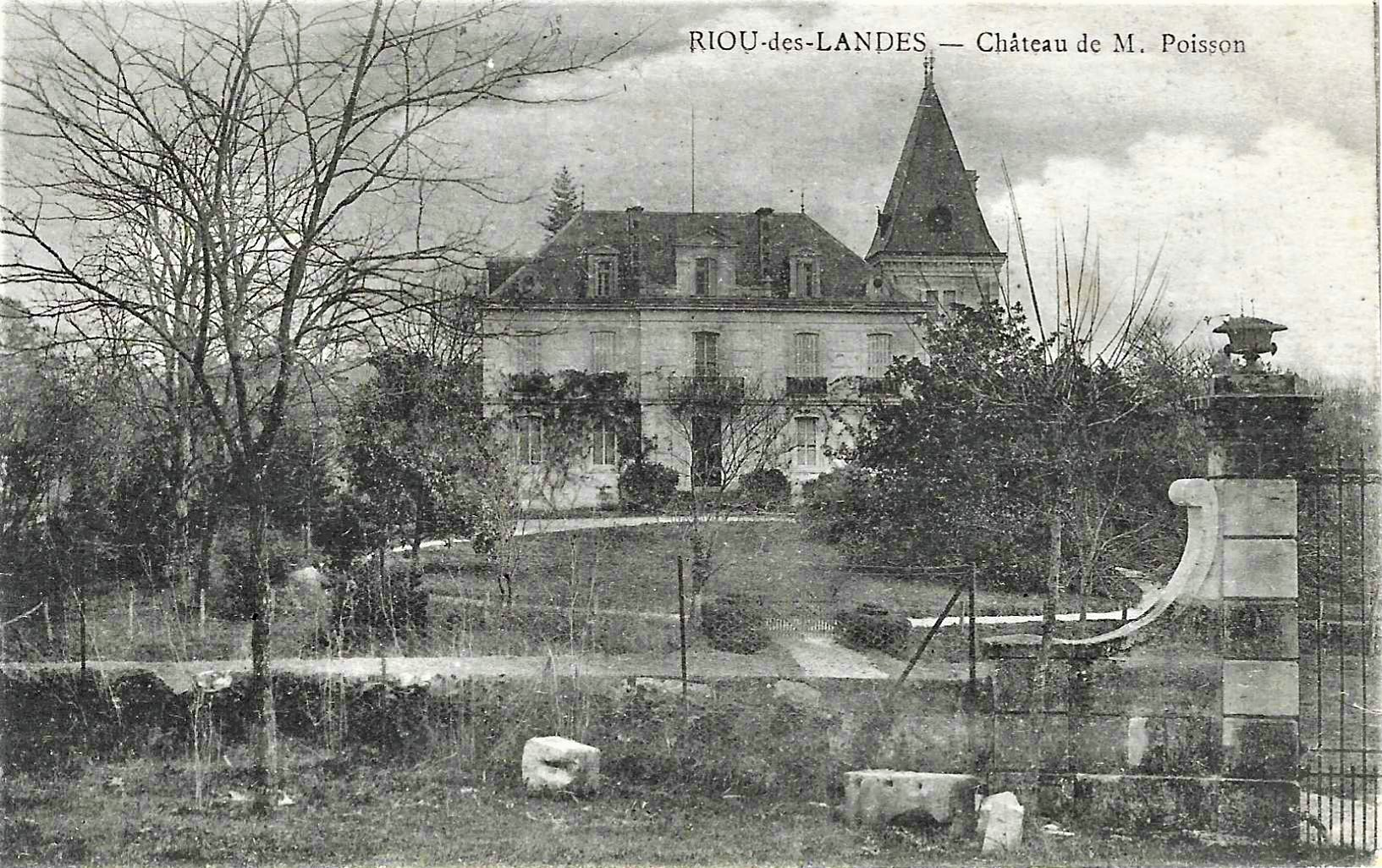
Le chateau Poisson en 1928.
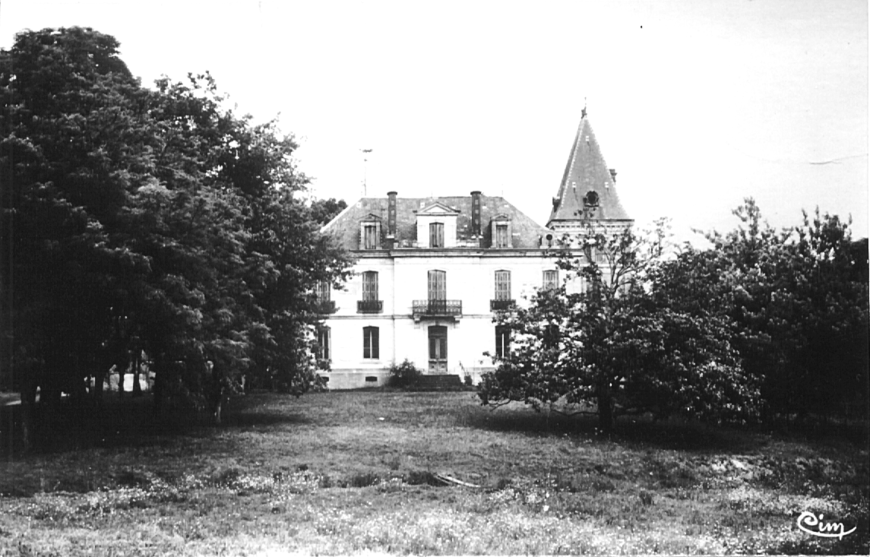
Le château privé, milieu XXe.
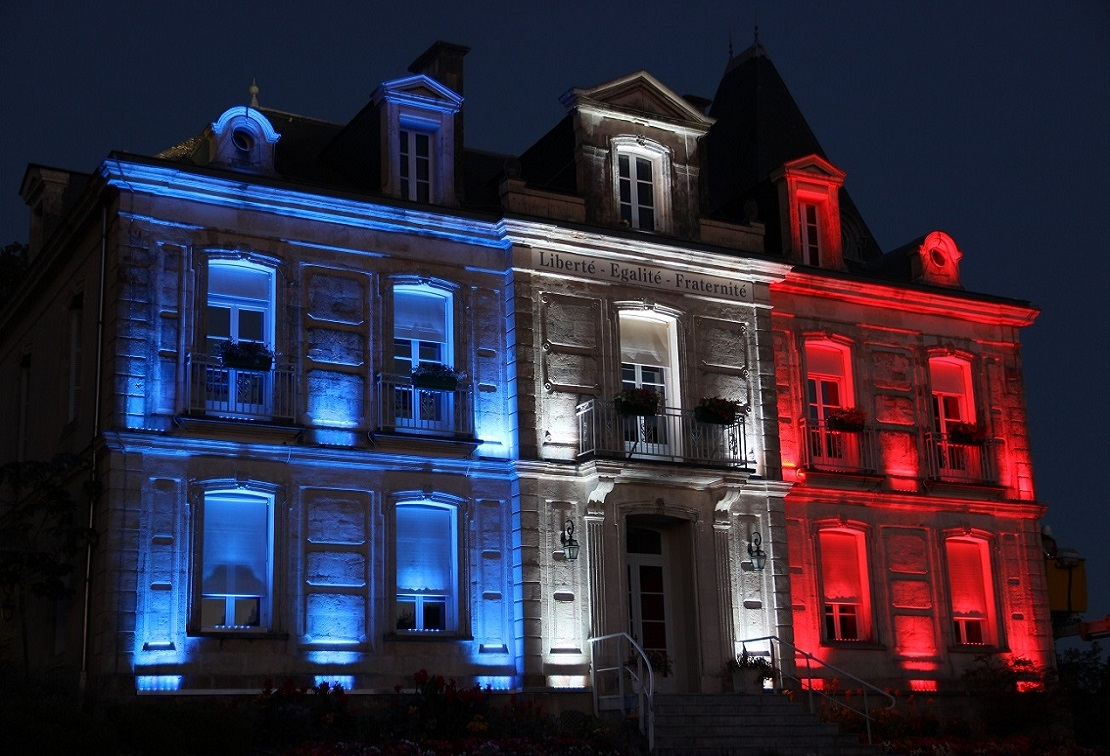
Le château Bellegarde aux couleurs nationales.